# Nubia
A Nubia a Csillagok háborúja elképzelt univerzumának egyik bolygója. Itt készült R2-D2.
Nubia a Magvilágok külső szélénél helyezkedik el, a „Corellian Run” nevű kereskedelmi útvonal mentén, a Corellia és Froz bolygók szomszédságában.
A nubiaiak kecses formájú, csillogó, ezüst színű csillaghajókat és a hajókhoz való olyan alkatrészeket fejlesztenek és gyártanak, mint például a hiperhajtómű. A Baljós árnyak című filmben szereplő naboo-i cirkáló is, amit Amidala királynő használ, náluk készült. A bolygón található az Industrial Automaton (Ipari Automatakartell) nevű droidgyár, amely többek között az R2-es asztrodroidokat gyártja.

## Leírása
Felszíne kietlen, de sok helyen öntözéssel művelik. Helyenként hegyek tarkítják, amikben ércek (bronzium is) és ásványok találhatók.

## Élővilága
Őshonos fajok nem ismertek. Nagyrészt emberek lakják.

## Történelme
|  | Alább a cselekmény részletei következnek! |

A bolygót először Y. e. 22 000-ben kolonizálták olyanok, akik rájöttek, hogy kietlen felszíne csupán látszat. A talajban ugyanis hatalmas vízkészletek rejtőztek, amit megfelelő technikával öntözésre lehetett használni. Ez hamarosan lehetővé tette, hogy már az első telepesek saját maguk számára állítsanak elő élelmiszert. Idővel már annyit termeltek, hogy az egész környező űrszektort el tudták látni élelemmel.
A bolygó hegységeiben található érceket és ásványokat különféle nehézgépek előállítására használták. A bolygó ad otthont négy fontos vállalatnak, ezek: az Industrial Automaton, a PharmCorp, a Nubia Star Drives és a TradeCo.
A galaxis történelme során Nubia rendszerint a corelliaiak mellett állt, de ez Corellia gazdasági fontossága miatt volt így, nem pedig valami filozófiai megfontolásból. Saját űrszektorukban a nubiaiak képviselték az észszerűséget, ezzel próbálták tompítani a corelliai retorikát.
Amikor a Felkelés elkezdett terjedni, a Birodalom egy csillagrombolót állomásoztatott a bolygó körüli pályán, statáriumot hirdetett ki a bolygón, és lefoglalta az összes gabonát, továbbá gondoskodott róla, hogy a nubiai, nagy teljesítményű ionhajtóművek ne juthassanak a Szövetség kezére. Az intézkedést követő gazdasági nehézségek elégedetlenséget váltottak ki, de az Új Köztársaság nem tudta kihasználni ezt a lehetőséget, mindössze megvárta, amíg a birodalmiakat (és szimpatizánsaikat) véres összecsapásokban elűzik a bolygóról. (Érdekes módon az Új Köztársaság a tisztogatást és a corelliai felkelők túlbuzgóságát is bírálta).
A Corellia-Coruscant konfliktusban Nubia a Corellia szövetségese volt.
|  | Itt a vége a cselekmény részletezésének! |

## Kultúrája
A bolygó kultúrája a corelliai pompa és a Magvilágokra jellemző formálisabb stílus között helyezkedik el.
A kemény, stresszes munka utáni lazításként a nubiaiak a szórakozás sokféle módját kedvelik. Városaikban számtalan kantin, színház, fogathajtó-stadion és szerencsejáték-terem található, valamint két különlegesség: a ronto verseny és a grav-labda. (A ronto a Tatuin bolygón őshonos, 4-6 m magas állat – a grav-labda (vagy zóna-labda) a földi kosárlabdához hasonló játék azzal a különbséggel, hogy a játékosok cipője lehetővé teszi a nagyobb magasságokba való felugrást, amit a játékosok sokszor a falakról vagy egymástól való visszapattanáshoz is felhasználnak. A játékot hatfős csapatok játsszák fedett pályán. A játékot nem csak profi szinten játsszák, a lakosság széles tömegeiben, amatőr csapatokban is elterjedt).
A Magvilágok közül Nubia az egyetlen bolygó, ahol a magas adrenalinnal járó fogathajtóversenyt kedvelik (a Maghoz közelebb eső világokban ezt barbár dolognak tartják).
A legnagyobb és legismertebb ronto-pálya a Tallera Downs.
A bolygón „felhőbusz”-nak nevezett járművekből tömegközlekedési hálózatot építettek ki. Egy-egy jármű egyszerre mintegy tucatnyi dolgozót az elszigetelt bányászvárosok, a távoli farmok, a városok és az orbitális pályán keringő állomások között szállított.

## Megjelenése a filmekben
A bolygó egyik filmben sem jelenik meg, a Baljós árnyak című filmben Wattoo, a Tatuinon működő (egyébként toydariai) alkatrészkereskedő megemlíti a naboo-i királynői luxuscirkáló gyártóhelyeként.

## Fordítás
- Ez a szócikk részben vagy egészben  a   List_of_Star_Wars_planets_%28M-N%29#Nubia című angol Wikipédia-szócikk fordításán alapul.  Az eredeti cikk szerkesztőit annak laptörténete sorolja fel. Ez a jelzés csupán a megfogalmazás eredetét és a szerzői jogokat jelzi, nem szolgál a cikkben szereplő információk forrásmegjelöléseként.